# Akkışla
Akkışla (1928 noch Kuzugüdenli) ist eine Stadtgemeinde (Belediye) im gleichnamigen Ilçe (Landkreis) der Provinz Kayseri in der türkischen Region Zentralanatolien und gleichzeitig ein Stadtbezirk der 1988 gebildeten Büyükşehir belediyesi Kayseri (Großstadtgemeinde/Metropolprovinz). Seit der Gebietsreform 2013 ist die Gemeinde flächen- und einwohnermäßig identisch mit dem Landkreis. Die im Stadtlogo vorhandene Jahreszahl (1952) dürfte auf das Jahr der Ernennung zur Stadtgemeinde (Belediye) hinweisen.
Der Landkreis liegt im Norden der Provinz und grenzt im Osten und Süden an Pınarbaşı, im Westen/Südwesten an Bünyan, im Nordwesten/Westen an Sarıoğlan und im Norden an die Provinz Sivas. Eine Landstraße verbindet den Ort Akkışla im Westen mit der Fernstraße D-.260 von Kayseri nach Sivas. Der Landkreis liegt an den westlichen Ausläufern des Gebirges Hınzır Dağı. Im Westen des Kreises sind verschiedene kleine Wasserläufe zum Stausee Sarıoğlan Barajı (auch Çiftlik Barajı) aufgestaut.
Der Kreis wurde 1987 vom Kreis Bünyan abgespalten, er war bis dahin ein Bucak mit acht Dörfern und der gleichnamigen Belediye als Verwaltungssitz. Grundlage dafür bildete das Gesetz Nr. 3392 vom 19. Juni 1987.
(Bis) Ende 2012 bestand der Landkreis neben der Kreisstadt aus den beiden Stadtgemeinden (Belediye) Gömürgen und Kululu sowie fünf Dörfern (Köy), die während der Verwaltungsreform 2013 in Mahalle (Stadtviertel/Ortsteile) überführt wurden. Die fünf existierenden Mahalle der Kreisstadt blieben erhalten, während die acht Mahalle der beiden anderen Belediye vereint und zu je einem Mahalle reduziert wurden. Durch Herabstufung dieser Belediye und der Dörfer zu Mahalle stieg deren Zahl auf 15 an. Ihnen steht ein Muhtar als oberster Beamter vor.
Ende 2020 lebten durchschnittlich 400 Menschen in jeder Mahalle, 781 Einw. im bevölkerungsreichsten (Ortaköy Mah.).
Im Ort Kululu wurden verschiedene späthethitische Stelen, Stelenfragmente und Teile von Skulpturen gefunden, die heute im Archäologischen Museum Kayseri ausgestellt sind.